# Piero Sraffa
Piero Sraffa (Turijn, 5 augustus 1898 – Cambridge, 3 september 1983) was een invloedrijke Italiaans econoom, wiens boek Production of Commodities by Means of Commodities (Productie van goederen door middel van goederen) gezien wordt als het fundament en het startpunt van de neo-Ricardiaanse school binnen de  economische wetenschappen.

## Jeugdjaren en studie
Sraffa werd in Turijn geboren in een rijke Italiaans-joodse familie. Zijn vader en moeder waren Angelo en Irma Sraffa. Zijn vader was professor in het handelsrecht. Sraffa studeerde economie aan de Universiteit van Turijn, waar hij zijn studies beëindigde met een werk over de inflatie in Italië tijdens en na de Eerste Wereldoorlog. Een van zijn leermeesters was Luigi Einaudi, in die tijd een van de belangrijkste Italiaanse economen en later president van de Italiaanse Republiek.
Van 1921 tot 1922 bezocht hij de London School of Economics. In 1922 werd hij tot directeur van het provinciale arbeidsbureau in Milaan benoemd. Daarna werd hij hoogleraar politieke economie, eerst in Perugia en later in Cagliari op het eiland Sardinië. In Turijn ontmoette hij Antonio Gramsci (de belangrijkste leider van Italiaanse Communistische Partij). Zij werden goede vrienden, mede door hun gedeelde ideologische opvattingen. Hij stond ook in contact met Filippo Turati, een belangrijke leider van de Socialistische Partij van Italië, die hij naar verluidt in Rapallo, waar Sraffa's familie een vakantievilla had, veel ontmoette en bezocht.
In 1925 schreef hij over schaalvoordelen en perfecte competitie. Hij onderstreepte enkele twijfelachtige punten in Alfred Marshalls theorie van het bedrijf. Dit werk werd in 1926 voor de Britse lezers aangepast en gepubliceerd als The Laws of Returns under Competitive Conditions.

## Belangrijkste werken
Sraffa's toen nog onbesproken waardetheorie, maar ook zijn vriendschap met Antonio Gramsci (in beschouwing nemend dat Gramsci eerder gevangen had gezeten in de context van het Italiaanse fascistische regime een riskante en compromitterende daad), bracht John Maynard Keynes er toe om Sraffa in 1927 met vooruitziende blik naar Universiteit van Cambridge uit te nodigen, waar hij in eerste instantie een aanstelling als lector kreeg.
Dat Sraffa het geven van colleges haatte wordt doorgaans vanuit zijn verlegenheid verklaard. Maar misschien voelde hij er ook  weinig voor om een economische theorie te doceren waar hij niet achter stond. Zo stopte hij de samenwerking met Keynes, die toen bezig was met zijn General Theory, aangezien Keynes met een subjectief geneigdheid tot consumptie begrip werkte. Na een paar jaar creëerde Keynes speciaal voor Sraffa een nieuwe functie als Marshall Librarian.
Sraffa werd lid van de zogenaamde "cafetariagroep". Samen met Frank P. Ramsey en Ludwig Wittgenstein vormde hij een soort van informele club waar onder andere Keynes' theorie over waarschijnlijkheid en Friedrich Hayeks theorie over economische cycli werden besproken. In 1939 werd Sraffa gekozen voor een fellowship aan Trinity College.

### Ricardo's werken en correspondentie
John Eatwell heeft het onderstaande over Sraffa's werk over Ricardo geschreven:
[Sraffa's] reconstructie van Ricardo's surplustheorie, die in de inleiding van zijn uitgave van Ricardo's Principles wordt gepresenteerd, penetreerde honderd jaar van onbegrip en vervorming en creëerde een levendige rationale voor de structuur en inhoud van de  surplustheorie, voor de analytische rol van de arbeidswaardetheorie, en daarmee voor de fundamenten van de Marx zijn kritische analyse van de kapitalistische productie.

### Sraffiaanse economie
Sraffa's Production of Commodities by Means of Commodities was een poging om een waardetheorie voor een perfecte klassieke economie te perfectioneren, zoals oorspronkelijk ontwikkeld door David Ricardo en anderen. Hij wilde fouten in de hoofdstroom van de neoklassieke waardetheorie aantonen en een alternatieve analyse ontwikkelen. In het bijzonder leidde Sraffa's techniek om kapitaal te aggregeren als gedateerde input van arbeid tot een beroemd wetenschappelijk debat dat bekendstaat als de kapitaalcontroverse van Cambridge.
Economen verschillen van mening over de vraag of Sraffa's werk de neoklassieke economie al dan niet weerlegt. Veel postkynesiaanse economen gebruiken Sraffa's kritiek als rechtvaardiging om de neoklassieke analyse te verlaten en andere modellen van economisch gedrag te verkennen. Anderen zien zijn werk als verenigbaar met de neoklassieke economie, zoals ontwikkeld in de moderne algemeen evenwichtsmodellen, of niet in staat om een langetermijn positie te bereiken, net zoals de Walrasiaanse benadering.
Toch wordt Sraffa's werk en in het bijzonder zijn interpretatie van Ricardo en zijn Production of Commodities by Means of Commodities (1960), als het beginpunt van de Neo-Ricardiaanse school in de jaren 1960 gezien.

## Persoonlijke betrekkingen
Zoals hierboven reeds aangestipt stond Sraffa bekend om zijn hechte vriendschap met de Italiaanse marxistische denker Antonio Gramsci en voor zijn instrumentele rol in de bescherming van Gramsci's Prison Notebooks tegen de fascistische autoriteiten na diens dood in 1937. Norman Malcolm crediteerde Sraffa met het geven aan Ludwig Wittgenstein met de conceptuele doorbraak die heeft geleid tot Wittgensteins Filosofische onderzoekingen, door middel van een ruw gebaar van Sraffa:

Wittgenstein stond erop dat een propositie en dat wat deze propositie beschrijft dezelfde 'logische vorm' moeten hebben,  dezelfde 'logische veelheid', Sraffa maakte een Napolitaans gebaar, dat zoiets als walging of minachting uitdrukt. Hij bewoog de  vingertoppen van een hand onder zijn kin naar buiten en hij vroeg: 'Wat is de logische vorm hiervan?'

In de inleiding op zijn Filosofische onderzoekingen, maakt Wittgenstein melding van de discussies die hij over jaren met Sraffa had gevoerd. Hij zei: "Ik ben dank verschuldigd aan deze stimulans voor de meest verstrekkende ideeën in dit boek".
Sraffa werd omschreven als een zeer intelligent man met een spreekwoordelijke verlegenheid en een echte toewijding voor studie en boeken. Zijn beroemde bibliotheek bevatte meer dan 8000 boeken en is nu deels ondergebracht in het Trinity College Library. Een populaire anekdote beweert dat Sraffa succesvolle langetermijninvesteringen deed in Japanse staatsobligaties. Hij zou deze gekocht hebben in de dagen na de nucleaire bombardementen op Hiroshima en Nagasaki. Een andere versie van dit verhaal is dat Sraffa de obligaties tijdens de oorlog kocht, toen zij tegen afbraakprijzen werden verhandeld, aangezien hij ervan overtuigd was dat Japan aan zijn verplichtingen zou voldoen (Nicholas Kaldor, blz. 66-67).
In 1972 en 1976 kreeg hij respectievelijk eredoctoraten toegekend door de Sorbonne en door de Complutense universiteit.